# Anja Milke
Anja Milke (* 25. April 1968) ist eine ehemalige deutsche Fußballspielerin.

## Karriere
Die Mittelfeldspielerin Milke gehörte von 1991 bis 1995 dem FSV Frankfurt an und bestritt vom 23. August 1992 bis zum 23. April 1995 48 Punktspiele in der Gruppe Süd der seinerzeit zweigleisigen Bundesliga. Als Meisterin der Gruppe Süd 1992 sowie als jeweils Zweitplatzierte 1993 und 1994 in der Endrunde um die Deutsche Meisterschaft vertreten, scheiterte sie mit ihrer Mannschaft jeweils im Halbfinale. Als Meister der Gruppe Süd gelang 1995 schließlich das erste Mal der Einzug ins Finale, in dem auf der Sportanlage am Freibad Stommeln in Pulheim Grün-Weiß Brauweiler mit 2:0 bezwungen wurde. Am 24. Juni 1995 wurde zudem das Finale um den DFB-Pokal mit 3:1 gegen den TSV Siegen im Olympiastadion Berlin gewonnen. Gegen denselben Gegner gewann ihre Mannschaft am 5. August 1995 auch das Finale um den DFB-Supercup im Düsseldorfer Rheinstadion.

## Erfolge
- Deutscher Meister 1995
- DFB-Pokal-Sieger 1995 (ohne Finaleinsatz)
- DFB-Supercup -Sieger 1995 (ohne Finaleinsatz)